# اليكسندر بيتروف
اليكسندر بيتروف (بالألمانية: Alexander Bittroff) (19 سبتمبر 1989 بلاوخهامر في ألمانيا - ) هو لاعب كرة قدم ألماني في مركز الدفاع. لعب مع إف إس في فرانكفورت وإنيرجي كوتبوس وكيمنتزر.

## روابط خارجية
- اليكسندر بيتروف على موقع قاعدة بيانات كرة القدم.إي يو (الإنجليزية)
- اليكسندر بيتروف على موقع بيانات كرة القدم. دي إي (الألمانية)
- اليكسندر بيتروف على موقع Soccerway.com (الإنجليزية)
- اليكسندر بيتروف على موقع عالم كرة القدم.نت (الإنجليزية)